# Babylonie tardive
Pour un article plus général, voir Babylone (civilisation).
Sauf précision contraire, les dates de cet article sont sous-entendues « avant l'ère commune » (AEC), c'est-à-dire « avant Jésus-Christ ».
 (décembre 2023).
La période babylonienne tardive est une phase mal définie de l'histoire de la Babylonie, qui couvre en gros la seconde moitié du Ier millénaire av. J.-C., depuis la chute de l'empire néo-babylonien en 539 av. J.-C. jusqu'à la disparition de l'antique culture mésopotamienne au début de notre ère. Cette région est successivement dominée par plusieurs dynasties d'origine extérieure : les Perses de la dynastie achéménide (539-331 av. J.-C.), les Grecs de la dynastie séleucide (311-141 av. J.-C.), les Parthes de la dynastie arsacide (141 av. J.-C.-224 apr. J.-C.).
Après sa chute, Babylone n'est plus jamais le centre d'un royaume, et l'histoire millénaire des grands royaumes mésopotamiens s'achève. La Babylonie n'est plus qu'une province parmi d'autres, mais à la différence de l'Assyrie post-impériale elle conserve sa prospérité, qui en fait un enjeu important. Pour autant, cette rupture politique ne s'accompagne pas d'une rupture dans le domaine économique et social, dans lequel les changements se font lentement. Mais la disparition progressive des institutions traditionnelles de la civilisation mésopotamienne entraîne la disparition de sa culture, qui est achevée dans les premiers siècles de notre ère.

## Histoire de la Babylonie sous domination étrangère: des Achéménides aux Parthes
En 539 av. J.-C., les troupes perses dirigées par Cyrus II pénètrent dans Babylone, dont le roi Nabonide est déposé. Dès lors, la Babylonie n'est plus dominée par un roi autochtone. Il n'empêche qu'elle reste très importante si ce n'est centrale dans les empires qui la dominent.

### La période de domination achéménide (539-331av. J.-C.)

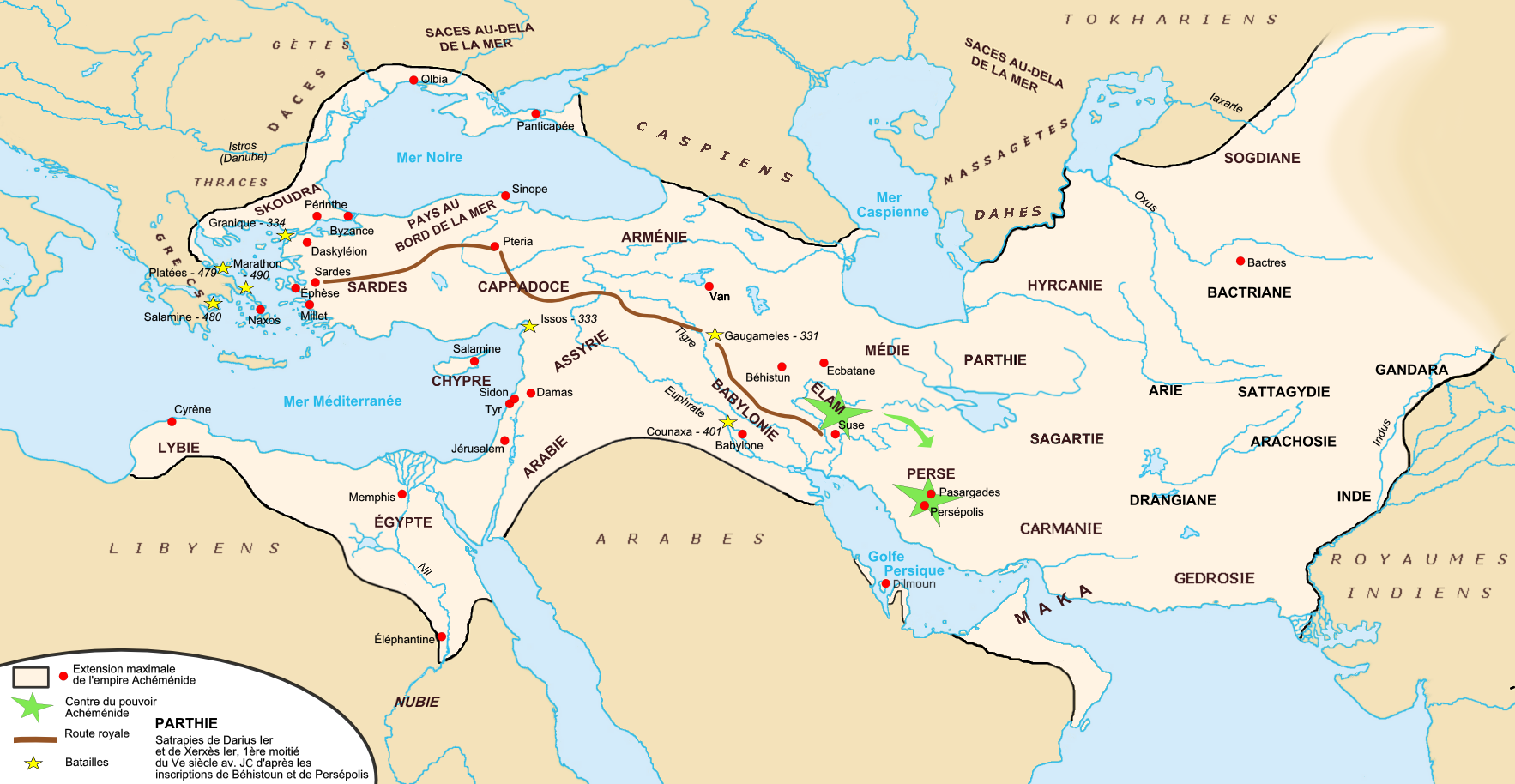
L'Empire achéménide sous Darius Ier.

L'esprit d'indépendance babylonien reste présent au début de la période achéménide, comme en témoignent les rébellions qui secouent la région sous le règne de Darius Ier. On voit ainsi apparaître un Nabuchodonosor III en 522 av. J.-C., soi-disant fils de Nabonide, et un Nabuchodonosor IV l'année suivante, dans un contexte de troubles liés à la succession de Cambyse II, le fils de Cyrus II. Tous deux sont vaincus sans mal par Darius, et exécutés. Xerxès Ier, le fils de Darius, réorganise l'administration de son empire, et divise en deux la province de Babylone qui auparavant allait jusqu'à la Méditerranée ; elle est séparée de ses anciennes possessions occidentales, pour reprendre les limites d'un ensemble constitué de la Babylonie et de l'Assyrie. Quelques révoltes ont lieu les premiers temps du règne du nouveau roi, mais elles sont sans gravité. Rien ne prouve que la destruction de l'Esagil de Babylone se soit produite durant des répressions perpétrées par Xerxès comme le rapportent des sources grecques. Sous la domination perse, la Babylonie connaît une période de paix et de prospérité, restant très peu impliquée dans les conflits dynastiques perses malgré le fait que la révolte de Cyrus le Jeune y prenne fin en 401 av. J.-C.

### La période hellénistique (331-141av. J.-C.)

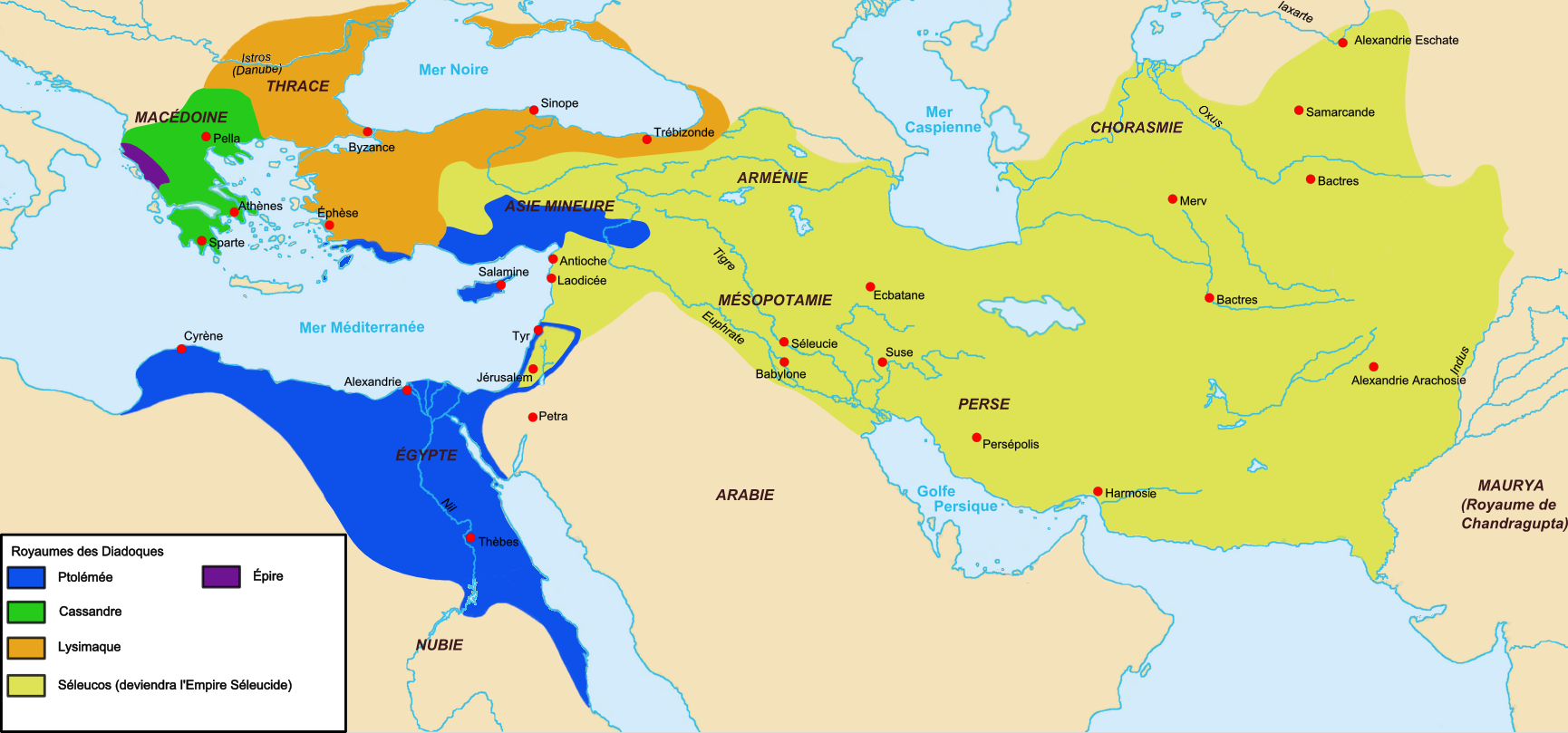
Les royaumes des Diadoques vers 300 av. J.-C.

En 331 av. J.-C., les troupes macédoniennes d'Alexandre le Grand soumettent l'empire perse de Darius III et s'emparent de la Mésopotamie, après les victoires d'Issos et de Gaugamèles. Une fois les campagnes d'Inde achevées en 324 av. J.-C., Alexandre, qui se présente comme le successeur des rois perses, retourne à Babylone, avec des projets pour cette illustre cité et sa région (restauration de monuments, de canaux), où il s'établit avant d'y mourir en 323 av. J.-C.
C'est donc à Babylone que les Diadoques, les généraux d'Alexandre, décidèrent du partage de l'empire. La bonne entente fut de courte durée et ils entrèrent dans une longue période de conflits armés qui aboutirent à la division de l'héritage du conquérant. C'est finalement Séleucos Ier qui devient maître de Babylone en 311 av. J.-C., fondant la dynastie séleucide et déplaçant sa capitale à Séleucie du Tigre qu'il fonde vers 301 av. J.-C. Le royaume séleucide connaît son apogée sous son fils Antiochos Ier (280-261). La Babylonie reste une région importante pour la prospérité de cet État, même si son centre de gravité bascule progressivement vers la Syrie. C'est également une période d'hellénisation de plusieurs cités mésopotamiennes. Les guerres opposant en Syrie les Séleucides aux Lagides, qui dominent l'Égypte, puis la présence croissante des Romains dans cette même région, ainsi que les défections de plusieurs provinces orientales du royaume et des troubles successoraux eurent pour effet d'affaiblir progressivement la position séleucide en Babylonie au milieu du IIe siècle.

### L'instabilité de la période parthe (141av. J.-C.-224apr. J.-C.)

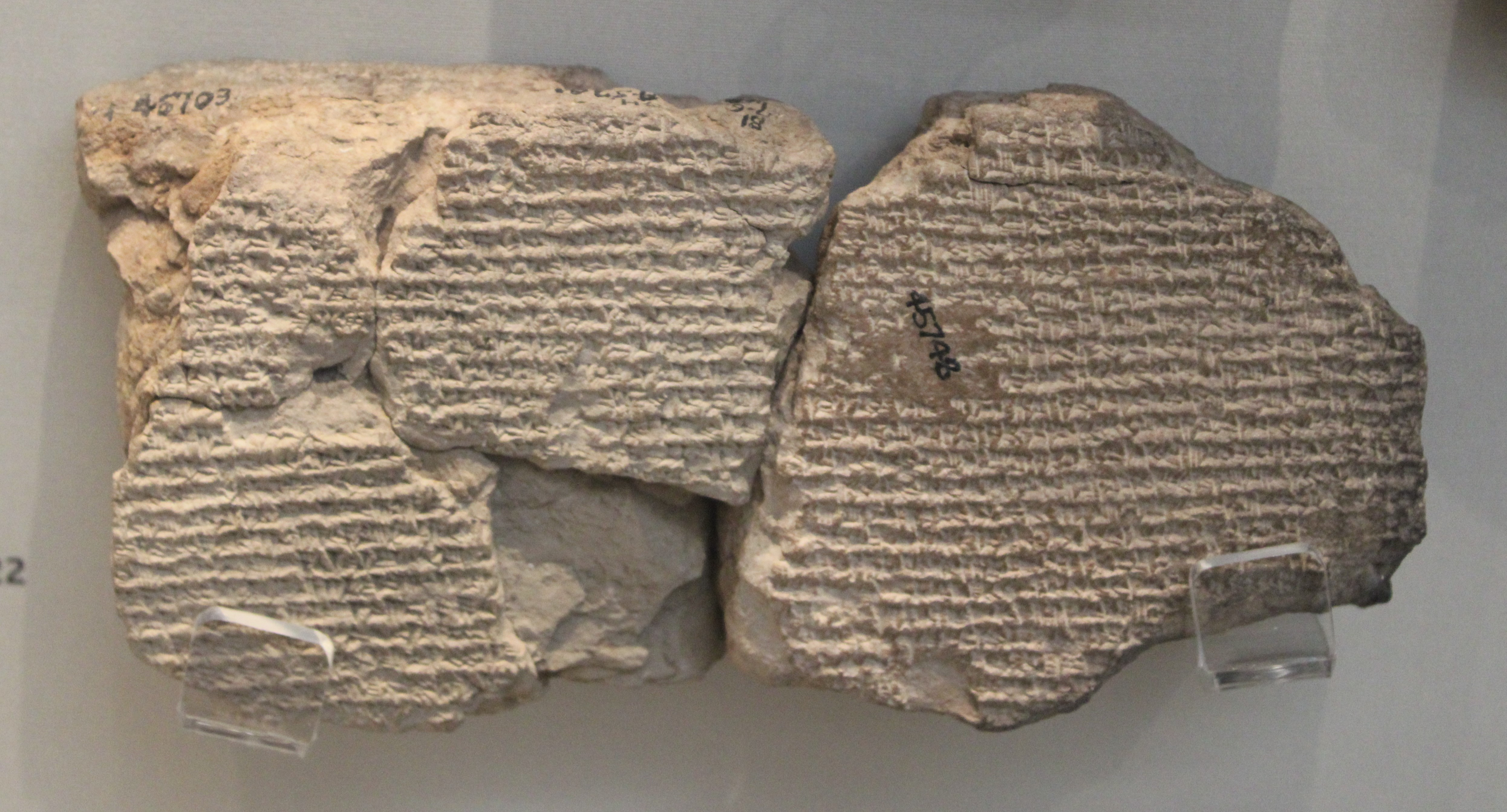
Rapport d'observation astronomique de 141 av. J.-C. mentionnant la défaite du séleucide Démétrios II par le parthe Mithridate Ier. British Museum.

C'est dans ce contexte que les rois parthes de la dynastie des Arsacides réussissent à se rendre indépendants du pouvoir séleucide à partir de leur territoire situé sur les rebords de la Mer Caspienne. Ceci aggrave la situation intérieure du royaume séleucide, et Babylone tombe entre les mains des Parthes en 141 av. J.-C., lorsque Démétrios II Nicator est vaincu par Mithridate Ier. Le roi séleucide contre-attaque, mais est fait prisonnier, ce qui permet à son frère Antiochos VII de prendre le pouvoir. Il s'ensuit une série de conflits durant une bonne dizaine d'années. Au centre de la zone des combats, ravagée par des pillards, la Babylonie est une zone sinistrée quasiment en situation d'anarchie, le pouvoir étant exercé par des petits responsables locaux. Le vice-roi de Phraatès II (130-129), Himéros, organise la réduction en esclavage et la déportation de Babyloniens envoyés en Médie. Au début du Ier siècle, alors que le roi Mithridate II (123-88) a rétabli la stabilité du royaume parthe et réalisé de nombreuses conquêtes, il voit son royaume se diviser à la suite de la révolte de Gotarzès Ier (91-80), qui s'empare de la Babylonie. Le royaume parthe s'enfonce alors dans une période d'instabilité forte, alors que les Romains qui ont supplanté les Séleucides en Syrie ont des visées sur la Mésopotamie du nord. Le Ier siècle apr. J.-C. les troubles successoraux s'aggravent ce qui permet aux pouvoirs locaux de prendre une autonomie plus importante. La Babylonie est donc secouée par une série de conflits, une très grande instabilité institutionnelle, et généralement le pouvoir central exerce une emprise moins forte qu'aux périodes précédentes, ce qui n'entrave pas forcément sa prospérité. C'est dans la seconde moitié du siècle, tandis que le pouvoir parthe est raffermi par Vologèse Ier, que Babylone devient une cité-fantôme, désertée par ses habitants, tandis que la culture millénaire dont elle était le symbole s'éteint progressivement.

## Adaptation des structures économiques et sociales

### Une province riche

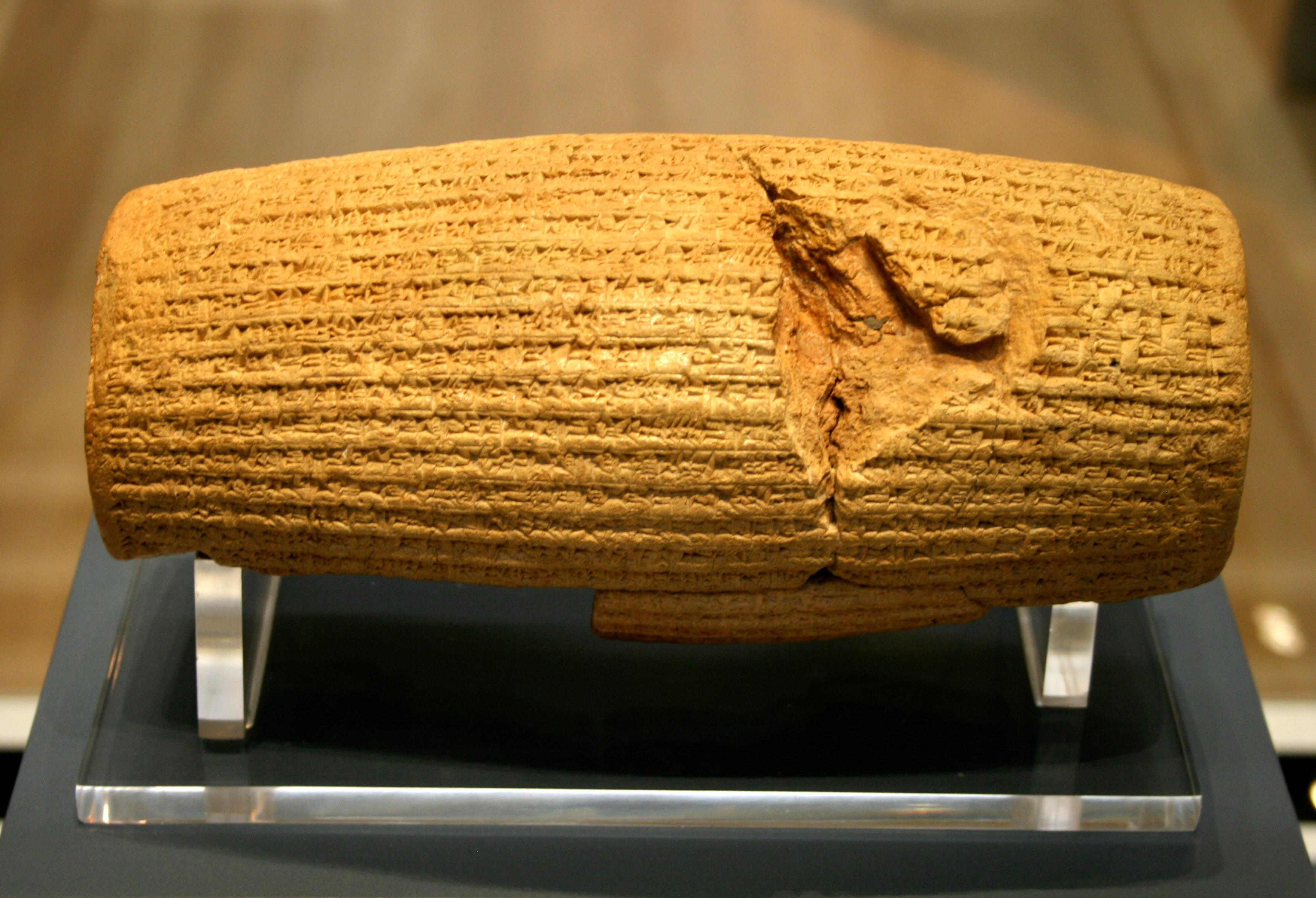
Le Cylindre de Cyrus, retrouvé à Babylone, dans laquelle le souverain perse se présente en successeur des rois babyloniens et rapporte avoir restauré plusieurs temples, British Museum.

Pendant les débuts de la période achéménide, les souverains perses reprennent souvent dans leur titulature le titre de « roi de Babylone », avant de l'oublier pour se contenter du titre de « Roi des pays ». La province de Babylone, qui correspond en gros à la Mésopotamie, est dirigée par un gouverneur reprenant le titre babylonien traditionnellement donné au détenteur d'une charge d'administration provinciale, pahat ou bēl pahati, et non satrape, qui désigne en Babylonie une charge inférieure. Ce sont des Perses qui détiennent les plus hautes charges de l'administration, s'occupant des affaires militaires, des taxes et de la justice. Durant la période séleucide, la province de Babylone est dirigée par un satrape (muma'iru), mais elle cohabite avec des entités disposant d'autres statuts, comme les cités (grec pólis), rang auquel est élevée Babylone, et peut-être aussi Uruk. Au niveau local, les administrations des temples et les assemblées de notables et d'anciens continuent d'avoir des prérogatives judiciaires comme à la période précédente.
Le fait que la Babylonie soit réduite au statut de province et ne soit plus le centre d'un royaume puissant n'empêche pas qu'elle soit une province cruciale pour les États qui la dominent du fait de sa richesse. Durant toute la seconde moitié du Ier millénaire, elle poursuit son développement démographique et économique, qui culmine à la période parthe malgré les troubles politiques qui s'y produisent et qui contrastent avec les périodes de paix durable de la domination des Achéménides et aussi de celle des Séleucides, qui ont largement contribué à cette prospérité. Les rois, bien qu'étrangers à la Babylonie, y sont actifs. Les Perses poursuivent ainsi l'aménagement et l'extension du réseau de canaux entrepris par leurs prédécesseurs néo-babyloniens, pour développer la surface en culture.

### Au service des empires: domaines royaux, terres de service et taxation
La mise en valeur de la Babylonie a donc un intérêt certain pour les empires qui la dominent, qui cherchent à en tirer des revenus importants. Une certaine réorganisation des terres est effectuée par les Perses dans ce but. Des domaines sont attribués à des membres de la famille royale ou des hauts dignitaires, prises sur l'ancien domaine royal babylonien. Au Ve siècle se met en place un nouveau système de gestion des terres, reposant autour de circonscriptions nommées hatru, comprenant une population résidente, et désignées d'après le métier, l'origine ethnique ou la nature militaire des dépendants qui s'y trouvent. Il s'agit là aussi d'une forme de réorganisation des terres royales babyloniennes et des dépendants travaillant pour le palais à la période néo-babylonienne. Le domaine du roi, le plus vaste, était exploité par des dépendants appelés gardu et rétribués par des rations d'entretien.
Les archives de Nippur nous informent sur le fonctionnement des terres militaires, qui s'effectue dans le cadre des hatru sous la direction d'un administrateur appelé šaknu, autre titre babylonien repris. Les terres militaires sont divisées selon le type d'unité que leur détenteur devait contribuer à équiper : les plus petits domaines étaient les « domaines d'arc » (bīt qašti), pour un archer, puis on trouvait des « domaines de cheval » (bīt sisî) et des « domaines de char » (bīt narkabti). La question est de savoir si ce « service » (ilku) consistait uniquement en un versement d'argent pour l'armée ou bien s'il comprenait également un service militaire effectif. On est en tout cas là aussi en présence d'un système qui correspond aux terres de services qui pouvaient être utilisées pour équiper des troupes à l'époque du royaume babylonien. Riche région de l'empire, la Babylonie fournissait donc des contributions importantes pour la puissance perse, provenant de ses terres de façon directe mais aussi indirectement par des taxes, pesant notamment sur des biens fonciers ou certaines transactions, ainsi que par des prélèvements forcés de denrées agricoles ou des corvées.
Durant la domination séleucide, une partie du territoire rural devait disposer du statut de terre royale (en grec chôra), sur laquelle pouvaient notamment être constitués des domaines attribués à des membres de la famille royale ou des dignitaires. Le pouvoir séleucide avait mis en place des impôts pesant sur les revenus agricoles et l'élevage, perçus au moins pour partie en nature, et non attestés pour les périodes antérieures. Il percevait également des impôts en numéraire pesant sur les personnes et les transactions, exigeait des corvées.

### Temples et notables urbains

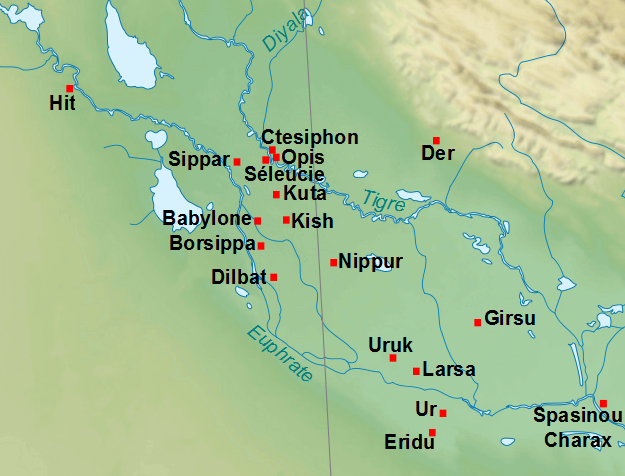
Les principales villes de la Babylonie tardive.

Les temples traditionnels de Babylonie continuent à fonctionner sous les dominations perse et grecque. Pour la première période, nos informations sont limitées et problématiques : les archives des grands temples de Sippar et d'Uruk décrits pour la période néo-babyloniennes cessent lors des dernières années du règne de Darius Ier et le début du règne de Xerxès Ier, en même temps que d'autres fonds privés de personnes liées à des temples par la détention de prébendes, surtout dans des villes de Babylonie du Nord (Borsippa par exemple). Mais d'autres lots privés continuent, notamment à Uruk. Cela pourrait être la conséquence de la répression d'une révolte, et renvoie à plusieurs auteurs grecs mentionnant la destruction du grand temple de Babylone par Xerxès Ier, dont la réalité reste débattue. Mais ce phénomène de fins d'archives reste mal compris, et peut être lié à d'autres phénomènes et n'affecte pas que le milieu des temples, qui du restent continuent à fonctionner. Les propriétés foncières des temples semblent avoir été réduites à la suite de la réorganisation du régime des terres à la période achéménide, même si elles restent fortes. Il apparaît en tout cas que les premiers rois séleucides, notamment Antiochos Ier, doivent s'atteler à remettre en état plusieurs sanctuaires, dont l'Esagil de Babylone.
L'organisation des temples reste similaire à celle de la période précédente. La place importante des autorités des plus importants dans l'administration de certaines villes se poursuit. Il en va de même que la concentration de la gestion des temples d'une même cité ou région : ainsi à Uruk le grand temple traditionnel, l'Eanna, est supplanté à la période séleucide par un nouveau temple, le Bīt Resh, dédié à Anu et sa parèdre Antu, qui gère les autres temples de la ville et aussi celui de Larsa. Le mélange des charges administratives et cultuelles et l'imbrication forte entre les familles de notables et les sanctuaires sont toujours de rigueur. Un exorciste peut ainsi avoir une tâche de gestion, et sa famille peut aussi recevoir des rations d'entretien de la part du temple. Le système de prébendes continue à exister pour les besoins du culte. Ces pratiques sont attestées sous la période séleucide et jusqu'au tout début de la période parthe, par des lots provenant de deux villes, Babylone et Uruk, et documentant plusieurs familles de notables. Le cas le mieux connu de ces familles de notables est celui des descendants de Murashu, établis à Nippur, qui sont eux en lien avec l'administration perse achéménide. Ils font fortune non pas par des acquisitions de propriétés foncières mais par la prise en location de domaines militaires qu'ils mettent en valeur grâce à leur important capital d'exploitation (outillage, animaux, travailleurs dépendants), activité complétée par la prise en charge de la perception de taxes, et des prêts.
Néanmoins le pouvoir de la notabilité des temples s'effrite durant la basse époque hellénistique, à mesure que se consolidait l'emprise du cadre de la cité grecque (polis). Selon J. Monerie : « les principaux temples de la région bénéficièrent de donations royales durant le premier siècle de la domination macédonienne, avant que ces donations ne se tarissent progressivement à la fin du IIIe s. ; sous les Séleucides les sanctuaires bénéficièrent d’un soutien politique fort, avant que la fonction de représentation des villes traditionnelles de la notabilité des sanctuaires ne soit dévolue aux nouvelles poleis à partir du début du IIe s. ; ces deux évolutions, conjuguées à l’instabilité chronique qui caractérisa le premier siècle de domination arsacide, entraîna la fragilisation puis la disparition des sanctuaires traditionnels entre la fin du IIe s. av. et la fin du Ier s. ap. J.-C. »

### Échanges, monnaie et variations des prix
L'argent (le métal) reste le moyen de paiement de base, et il est divisé entre argent de bonne et de moyenne qualité, marqué officiellement par un sceau de l'État. Il est toujours pesé durant cette période, jamais compté, et quand les premières pièces de monnaie séleucides sont introduites en Babylonie on leur donne uniquement une valeur pondérale. L'économie babylonienne du Ier millénaire est souvent présentée comme revêtant de plus en plus d'aspects jugés comme « modernes », avec le fait que de plus en plus d'échanges locaux s'effectuent avec la médiation de la monnaie-argent, donc suivant des mécanismes de marché, ce qui impliquerait un recul des procédés de redistribution en nature (comme les salaires versés en rations d'entretien), même s'ils ont pu rester la forme de rétribution largement majoritaire. Cette évolution pourrait être le résultat de la place croissante du secteur « privé », et de l'emploi d'une main-d'œuvre salariée employée épisodiquement et payée en monnaie par les institutions.
Les prix et leurs fluctuations sont bien documentées pour la seconde moitié du Ier millénaire, grâce à des actes de la pratique (contrats), et surtout des rapports astronomiques mentionnant aux côtés des mouvements d'astres l'évolution mensuelle des prix de produits de consommation courante : grains d'orge, de sésame, de moutarde (ou de cuscute ?) et de cresson (ou de cardamome ?), dattes, et laine. Ils s'étalent sur quatre siècles des périodes achéménide, séleucide et parthe (460-61). Ces documents précisent quelle quantité de ces produits on pouvait se procurer pour 1 sicle d'argent. Ils posent divers problèmes d'analyse et leur interprétation est sujet à des débats encore ouverts. Au premier chef, le fait que les prix indiqués soient les prix effectivement pratiqués sur les marchés de Babylonie a été contesté.
La nature des variations de prix et leurs interprétations font l'objet de la plupart de ces débats, car ils posent des questions intéressantes sur la nature de l'économie de la Babylonie antique. Des variations de prix saisonnières sont incontestables, à court terme, ainsi que des crises dues à des sécheresses, crues, parfois des épidémies ou des conflits, mécanismes courants dans les sociétés pré-industrielles. Si le jeu de l'offre et de la demande semble indéniable au moins à un niveau spatialement et temporellement limité, reste à déterminer jusqu'où il peut jouer, et si l'économie d'alors suit des mécanismes de marché (vision « moderniste » ou « formaliste »), ou bien si on est au contraire en présence d'une économie de subsistance où les prix varient peu (vision « substantiviste »). Des variations sur le long terme sont également visibles, mais leurs tendances et surtout leurs explications sont mal établies. En gros, les prix des denrées de base semblent élevés à la période achéménide, avant de diminuer à la période séleucide puis d'augmenter à nouveau durant les temps troubles de la période parthe. Ces évolutions sont manifestement déterminées par des tendances démographiques (une augmentation de la population), productives (extension de l'agriculture irriguée) et par les comportements des acteurs (le pouvoir royal, les temples et le secteur privé, mais aussi le « prolétariat »), mais là encore les spécialistes débattent beaucoup sur ces questions.

## La lente disparition de la culture mésopotamienne

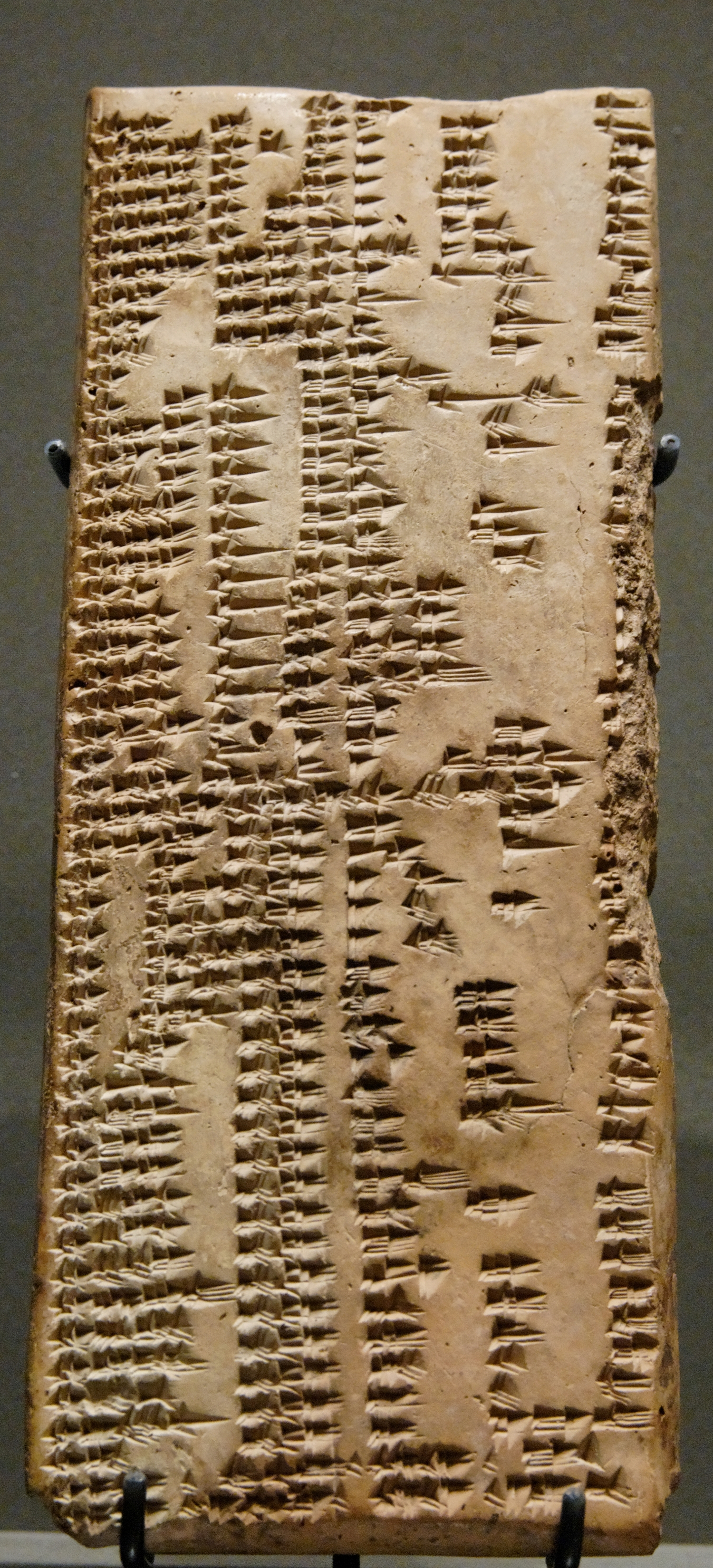
Seizième tablette de la liste lexicale HA.RA = hubullu sur les pierres et objets en pierre, Uruk,, Musée du Louvre.

### Le culte religieux dans la seconde moitié duIermillénaire
La présence d'une administration dans les temples et de personnes y exerçant des charges, dont des prébendiers, produisant des textes rédigés en cunéiforme, nous indique que les temples babyloniens continuent à fonctionner suivant les principes posés durant les siècles « classiques » de la civilisation mésopotamienne. Cela concerne au moins les deux grands temples qui nous ont livré des tablettes rituelles pour la période hellénistique : l'Esagil de Babylone et le Bīt Resh d'Uruk. À côté de l'entretien quotidien du dieu qui se déroule toujours dans ces sanctuaires, on trouve des mentions de plusieurs grandes fêtes qui rythment l'année liturgique dans ces endroits : la fête-akītu est toujours un événement majeur, aux côtés de rituels non périodiques comme une fête se déroulant lors d'une éclipse de lune. Tout cela suppose la rédaction et la transmission de ces rituels selon les traditions anciennes qui sont conservées dans ces lieux. Des changements dans le panthéon peuvent se produire comme la perte de prééminence d'Ishtar au profit d'Anu à Uruk, peut-être à la suite du retrait de l'emprise et de l'influence babylonienne sur cette ville. À l'époque séleucide y est construit le Bīt Resh dédié au nouveau grand dieu du panthéon local, le dernier grand complexe sacré bâti en Basse Mésopotamie suivant la tradition babylonienne.

### Les moyens de transmission de la culture babylonienne à l'époque tardive

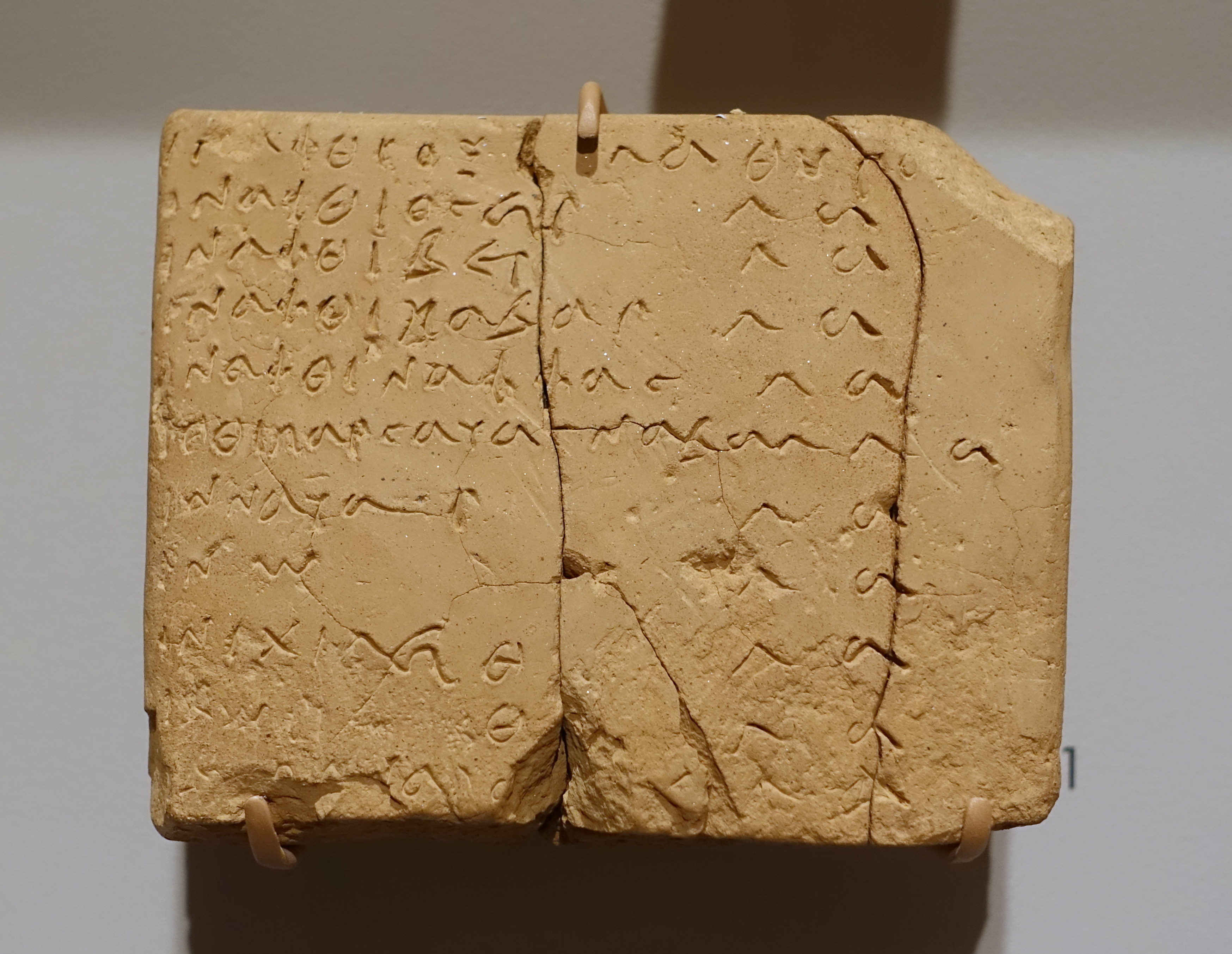
Tablette « gréco-babylonienne », côté en alphabet grec. V. 50 av. J.-C.-50 ap. J.-C. Semitic museum, Harvard.

Les dernières tablettes cunéiformes de la période hellénistique et parthe nous montrent que certains groupes de villes de la Babylonie préservaient les traditions anciennes de la culture et de la religion mésopotamienne. On trouve ainsi des corpus de textes qui sont parfois de véritables bibliothèques, se trouvant dans le temple ou chez les lettrés acteurs du culte qui sont les mêmes que précédemment, donc des astrologues/astronomes, des exorcistes, lamentateurs, etc. se transmettant leur charge au sein d'une même famille. L'éducation se poursuit suivant les principes posés à la période paléo-babylonienne, et les types de textes sont également similaires : grandes séries de listes lexicales, textes divinatoires, exorcismes, et des commentaires. Les dynasties de lettrés les mieux connues sont celles d'Uruk, les groupes de notables gravitant autour du temple évoqués plus haut. Parmi elles, se trouve une famille de lamentateurs qui dit descendre de Sîn-leqi-unninni, lettré de la période kassite à qui est attribuée la rédaction de la version canonique de l'Épopée de Gilgamesh. Une tentative de transmettre la tradition babylonienne aux Grecs est tentée par Bérose, prêtre de Babylone, qui rédige vers 281 av. J.-C. les Babyloniaka, présentant des mythes et l'histoire ancienne de la Mésopotamie, qui ne nous sont parvenues que de façon indirecte, et sans doute peu diffusées dans l'Antiquité car suscitant peu d'intérêt chez les destinataires souhaités. À l'époque parthe, des lettrés babyloniens adaptent les listes lexicales à l'hellénisation, en élaborant des textes dits « gréco-babyloniens », qui portent un texte lexical ou savant en cunéiforme, et sa transcription (et non sa traduction) en caractères alphabétiques grecs pour faciliter sa compréhension dans un monde où les utilisateurs du cunéiforme se raréfient face au triomphe des alphabets araméen et grec.

### Les sciences babyloniennes dans la seconde moitié duIermillénaire

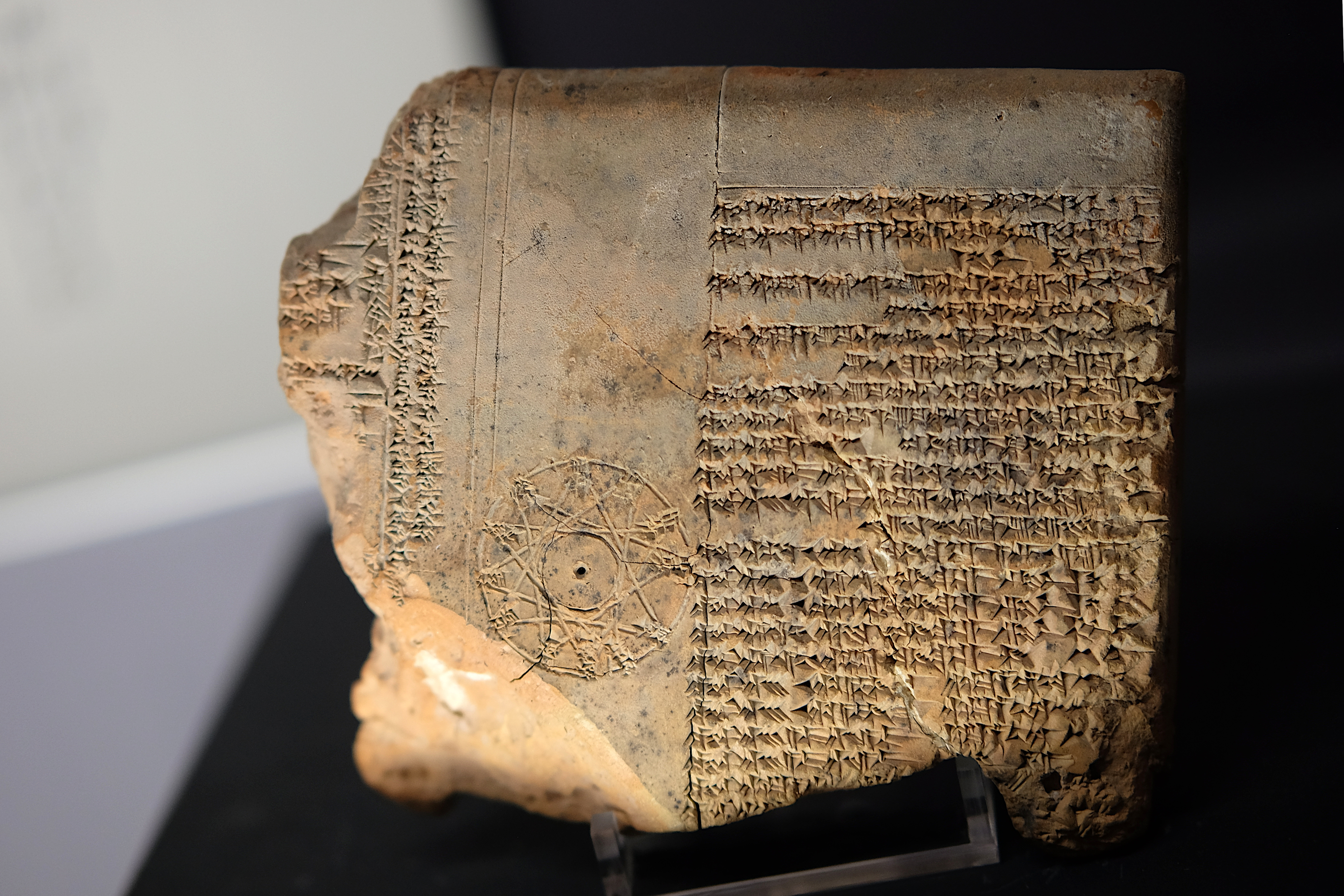
Présages horoscopiques relatifs au destin d'un individu en fonction de la position des astres dans le zodiaque au moment de sa naissance, ou au devenir du royaume, selon un même principe. Période séleucide, musée Art et Histoire de Bruxelles.

Les sources cunéiformes des périodes du royaume babylonien et surtout de celles suivant sa chute, couplées à celles provenant de l'Assyrie du VIIe siècle qui a beaucoup puisé ses savoirs dans les centres intellectuels méridionaux, apportent des informations variées sur l'état des connaissances scientifiques des derniers lettrés héritiers de la tradition mésopotamienne, donc l'état final des sciences babyloniennes. Les textes magico-médicaux peuvent être divisés entre les textes de diagnostics, et ceux comportant les procédures thérapeutiques, comprenant remèdes pharmaceutiques, rituels et incantations. Dans le domaine des connaissances mathématiques, il semble y avoir eu peu d'évolutions depuis la période paléo-babylonienne, si ce n'est l'utilisation du zéro positionnel (le zéro en tant que chiffre). Cependant, les applications de ces connaissances ont pu évoluer, notamment avec leur utilisation en astronomie/astrologie.
Le principal domaine dans lequel les savants babyloniens sont renommés chez leurs voisins est en effet celui de l'astronomie/astrologie, plus développé dans cette région qu'ailleurs dans le monde ancien, et qui est le seul domaine dans lequel le savoir babylonien est vraiment novateur à cette période. Des observations régulières et très précises des mouvements des astres sur une très longue durée (au moins de 661 av. J.-C. à 61 av. J.-C.) étaient compilées sur des séries tablettes de rapports astronomiques. Ces données, combinées avec les savoirs mathématiques hérités des périodes précédentes, permettaient à certains savants de prédire de façon assez précise les éclipses lunaires puis solaires, ou de calculer très précisément la durée des années lunaires et solaires ainsi que les correspondances entre les deux. C'est également durant cette période qu'est finalisée la mise au point du zodiaque babylonien, d'où découle celui qui est encore en usage actuellement. L'astrologie/astronomie est en fin de compte l'aspect de la culture et de la science babylonienne qui s'est le plus diffusé hors de Mésopotamie, souvent réduit à son aspect divinatoire, certains « Chaldéens » étant renommés chez les Grecs ou les Romains, comme Kidinnu. 
Le géographe grec Strabon a écrit à leur sujet : « À Babylone un groupe de personnes se sépare des philosophes locaux, les chaldéens, comme ils sont appelés, plus intéressés par l'astronomie ; mais certains d'entre eux, qui ne sont pas reconnus par les autres, prétendent être auteurs d'horoscopes. Il y a également plusieurs tribus d'astronomes chaldéens. Par exemple, certains sont appelés Orcheni [ceux d'Uruk], d'autres Borsippeni [de Borsippa], et plusieurs autres sous différents noms, divisés en différentes sectes qui soutiennent des dogmes différents sur les mêmes sujets. Et les mathématiciens font mention de certains de ces hommes ; par exemple Kidenas, Nabourianos et Soudinès. »

### Une architecture et un art sous influences

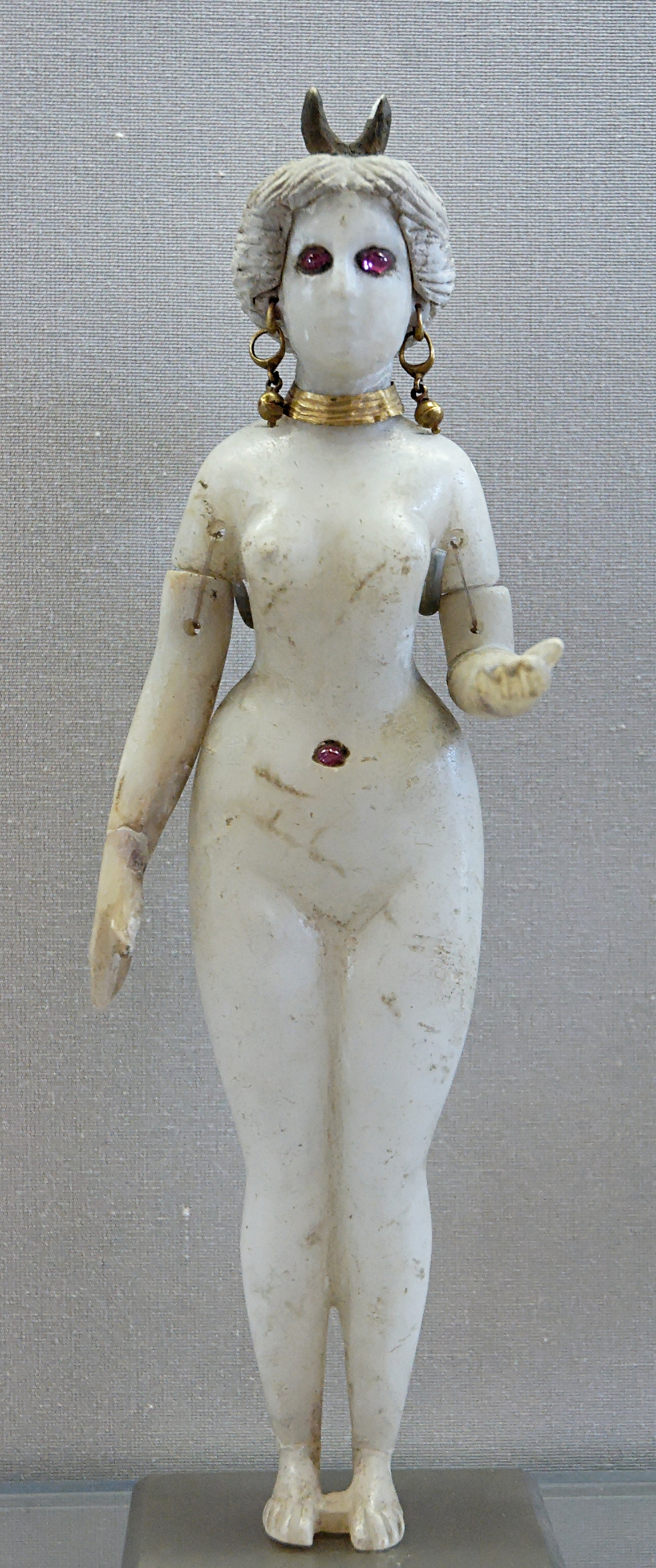
Statuette en albâtre d'une déesse nue provenant d'un tombeau de Babylone, -Ier siècle apr. J.-C., musée du Louvre.

La dernière période de la culture babylonienne est marquée dans le domaine architectural et artistique par des éléments de continuité mais aussi de profonds changements notamment dus à l'influence de la civilisation hellénistique qui domine durant la période séleucide et parthe, après une période achéménide plutôt conservatrice dans ce domaine. Dans le domaine architectural, si les résidences suivent le modèles des siècles précédents, l'architecture monumentale connaît quelques changements d'inspiration grecque, avec par exemple la construction d'un théâtre à Babylone, d'une cour à péristyle dans le palais d'été de cette même ville. Mais la tradition babylonienne reste présente, comme l'atteste le nouveau complexe cultuel d'Uruk, comportant deux grands sanctuaires organisés autour de différentes cours suivant les habitudes mésopotamiennes, dont un est accompagné de la dernière ziggurat à avoir été bâtie, auxquels il faut ajouter le dernier temple dédié à la fête-akītu connu situé hors des murs de la ville. Le seul lieu où l'impact de la tradition architecturale grecque est fort est Séleucie du Tigre (Tell 'Umar), nouvelle capitale et colonie fondée par Séleucos Ier Nicator, vaste ville de plan hippodamien. À l'époque parthe, le dernier temple construit à Uruk, qui suivant une inscription retrouvée sur place était dédié à une divinité nommée Gareus sur laquelle on ne sait rien de plus, présente certains traits inspirés de l'architecture gréco-romaine (notamment les demi-colonnes extérieures). L'influence architecturale iranienne se retrouve quant à elle dans la construction d'iwans à Nippur. Ctésiphon, située en face de Séleucie du Tigre, devient une capitale parthe à partir de la fin du IIe siècle.
Dans les arts plastiques, l'influence hellénistique est très forte dans la sculpture en terre cuite de Babylone, où apparaissent de représentations de divinités grecques. Des motifs babyloniens et perses sont aussi attestés, même si une influence du style grec y est perceptible. Les statuettes en albâtre de cette période sont représentative de ce phénomène, notamment celles représentant des déesses nues debout ou allongées. Elles montrent une adaptation de traditions mésopotamiennes anciennes, notamment les matériaux utilisés (albâtre, mais aussi or, pierres précieuses comme le rubis) au nouveau contexte culturel illustré par le fait que le modelé soit de style grec. Dans le domaine de la glyptique, le sceau-cylindre est définitivement abandonné dans la seconde moitié du Ier millénaire, et supplanté par le sceau-cachet dont le répertoire est là aussi marqué par des thèmes grecs. Les trouvailles de cette période provenant essentiellement de sites marqués par l'influence grecque (surtout Babylone), il est impossible de savoir dans quelle mesure cela reflète la réalité des changements culturels affectant toute la Babylonie.

### Les derniers feux de la culture mésopotamienne antique

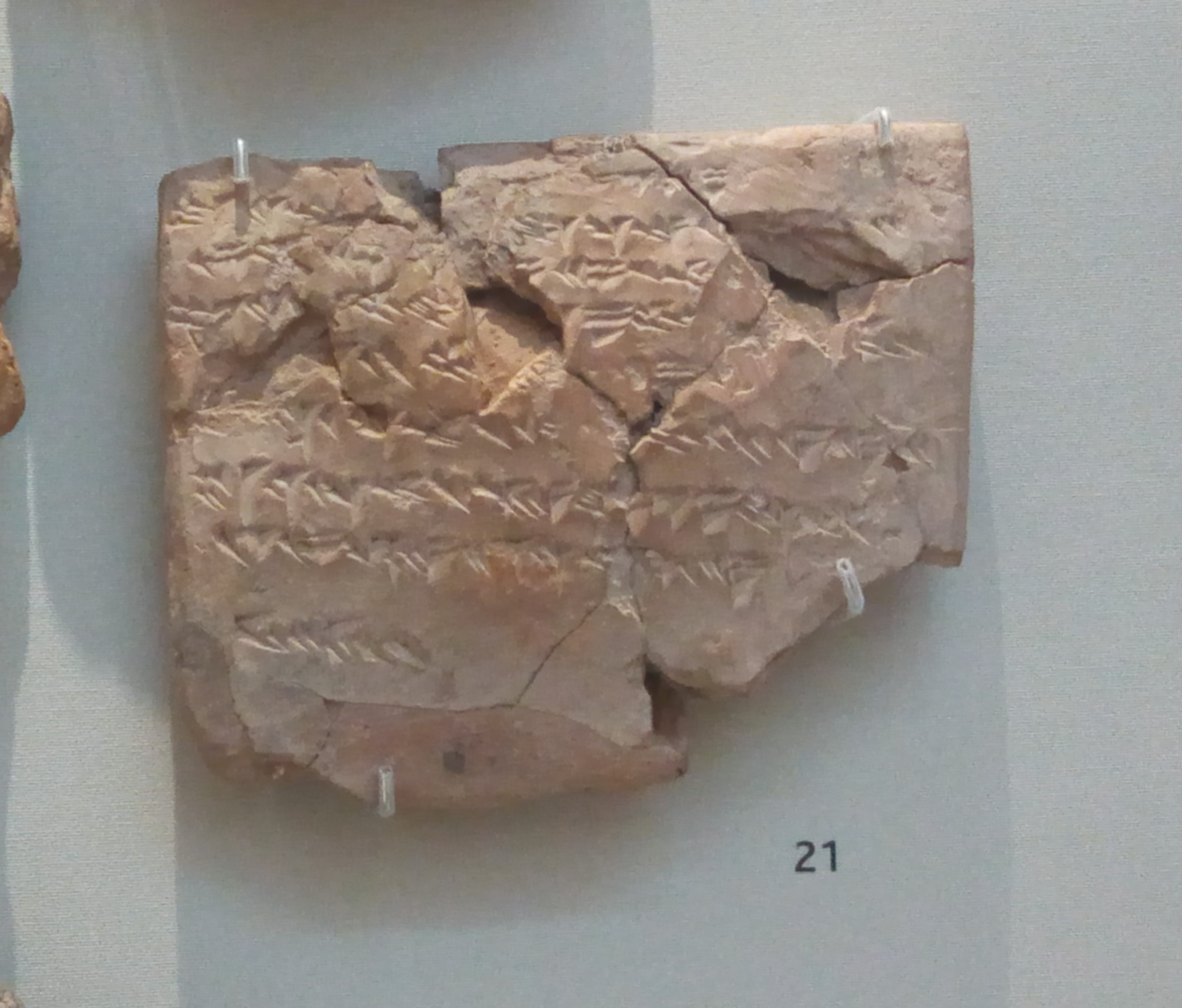
Tablette astronomique de type « almanach », datée de 61 ap. J.-C. provenant de Babylone. British Museum.

Les documents cunéiformes les plus récents qui soient connu sont des tablette astronomiques datées de 75 ap. J.-C. et 79/80 ap. J.-C., donc de la période parthe, retrouvées à Babylone et Uruk. Même s'il ne s'agit vraisemblablement pas du dernier document à avoir été écrit en cunéiforme, tout laisse à penser que cette écriture et la culture plusieurs fois millénaire qu'elle servait à noter ont disparu dans le milieu des temples, qui est le dernier dans lequel la culture mésopotamienne survivait. Le grand sanctuaire de Marduk a dû arrêter de fonctionner vers la fin de la période parthe, même si on trouve encore des traces de prêtres et de culte rendu aux anciennes divinités babyloniennes aux débuts de la période sassanide, au IIIe voire au IVe siècle de notre ère. Il est plausible que le « dernier coin » ait été écrit sur une tablette au plus tard au IIIe siècle.
À cette période, l'ancienne culture mésopotamienne ne devait plus avoir d'ancrage social, alors que l'akkadien avait cessé d'être une langue vernaculaire depuis longtemps (sans doute à la période achéménide). Le nouvel empire avait pour religion officielle le zoroastrisme, profondément différent de l'ancienne religion babylonienne tout comme le christianisme qui se développait en différents courants dans la région, alors que l'écriture alphabétique araméenne ou grecque avait depuis bien longtemps pris le pas sur le cunéiforme.

### Babylone: histoire et civilisation
- Béatrice André-Salvini (dir.), Babylone, Paris, Hazan - Musée du Louvre éditions, 2008
- Francis Joannès (dir.), Dictionnaire de la civilisation mésopotamienne, Paris, Robert Laffont, coll. « Bouquins », 2001
- (en) Gwendolyn Leick (dir.), The Babylonian World, Londres et New York, Routledge, 2007
- Francis Joannès, La Mésopotamie au Ier millénaire avant J.-C., Paris, Armand Colin, coll. « U », 2000
- Dominique Charpin, Lire et écrire à Babylone, Paris, Presses Universitaires de France, 2008
- Bertrand Lafont, Aline Tenu, Philippe Clancier et Francis Joannès, Mésopotamie : De Gilgamesh à Artaban (3300-120 av. J.-C.), Paris, Belin, coll. « Mondes anciens », 2017, 1040 p.
- (en) Paul-Alain Beaulieu, A History of Babylon, 2200 BC - AD 75, Hoboken et Oxford, Wiley-Blackwell, 2018

### Période achéménide
- Pierre Briant, Histoire de l'Empire perse : de Cyrus à Alexandre, Paris, Fayard, 1996, 1247 p. (ISBN 2-213-59667-0)
- (en) Robert Rollinger, « Babylon », dans Bruno Jacobs et Robert Rollinger (dir.), A Companion to the Achaemenid Persian Empire, Hoboken, Wiley Blackwell, 2021, p. 503-517.
- (en) Kristin Kleber, « Babylonia », dans Bruno Jacobs et Robert Rollinger (dir.), A Companion to the Achaemenid Persian Empire, Hoboken, Wiley Blackwell, 2021.
- (en) André Heller, « The Satrapies of the Persian Empire: Babylonia and Assyria », dans Karen Radner, Nadine Moeller et Daniel T. Potts (dir.), The Oxford History of the Ancient Near East, Volume V: The Age of Persia, New York, Oxford University Press, 2023, p. 649-688

### Période hellénistique
- Laurent Capdetrey, Le Pouvoir séleucide : Territoire, administration, finances d'un royaume hellénistique (312-129 av. J.-C.), Rennes, Presses universitaires de Rennes, 2007
- Philippe Clancier, « La Babylonie hellénistique. Aperçu d’histoire politique et culturelle », Topoi, vol. 15, no 1,‎ 2007, p. 21-74. (lire en ligne)
- Philippe Clancier, Omar Coloru et Gilles Gorre, Les mondes hellénistiques : Du Nil à l'Indus, Hachette supérieur, 2017
- Julien Monerie, L’économie de la Babylonie à l’époque hellénistique, Berlin/Boston, De Gruyter, 2018, 720 p. (ISBN 978-1-5015-1067-0)
- La Babylonie hellénistique : textes traduits et commentés par Laetitia Graslin-Thomé, Philippe Clancier et Julien Monerie, Paris, Les Belles Lettres, 2023